# アカカ滝州立公園

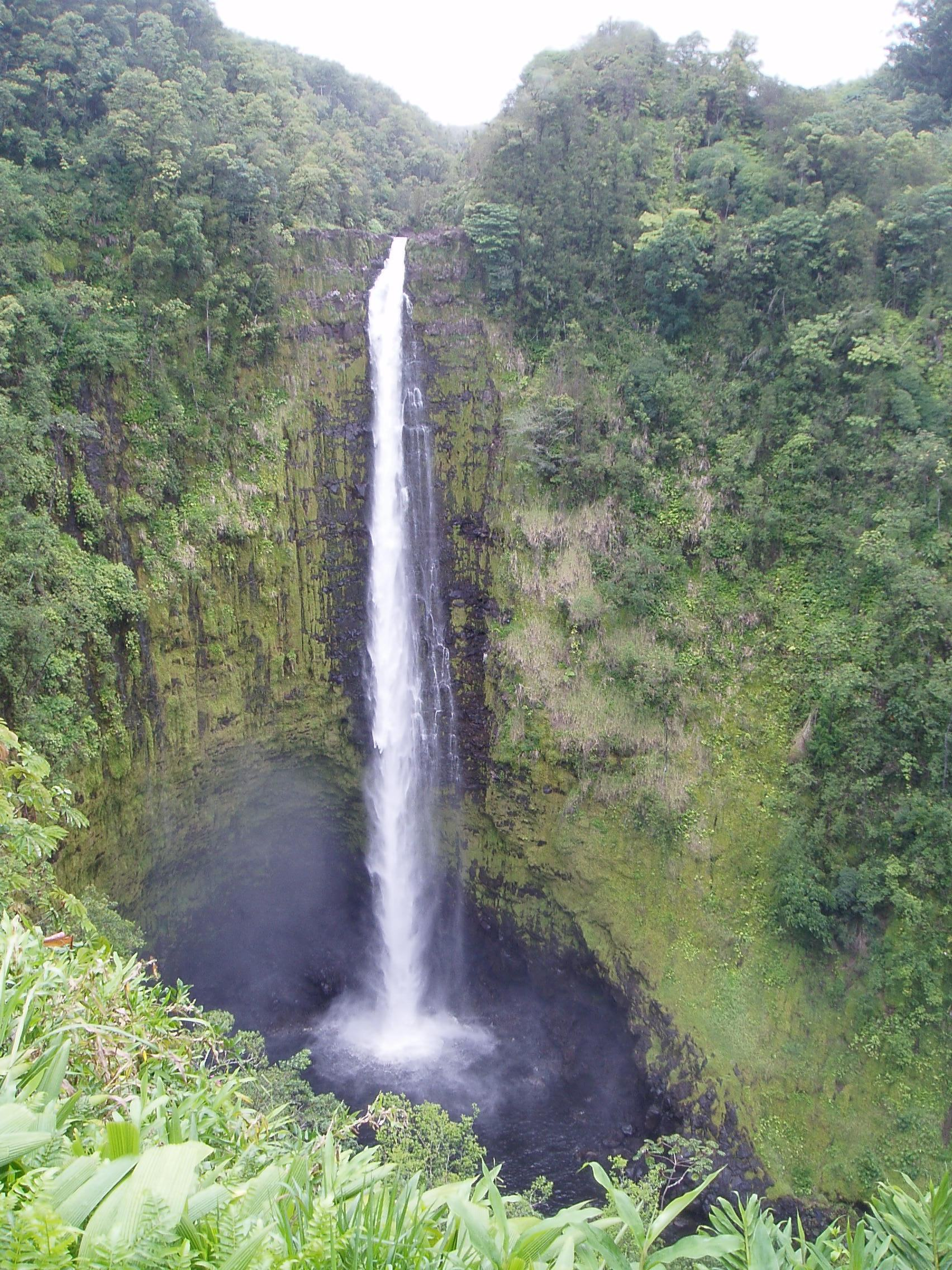
コレコレ川にかかるアカカ滝

アカカ滝州立公園（アカカだきしゅうりつこうえん、英語: ʻAkaka Falls State Park）は、アメリカ合衆国ハワイ州のハワイ島にある州立公園である。この公園はヒロの北約18kmにあり、ホノム（Honomu）の西で、ハワイ・ベルトロード（ハワイ州道19号線）のハワイ州道220号線の終点にある。

## 概要
アカカ滝州立公園内にあるアカカ滝（Akaka Falls）の落差は135メートルである。アカカという名称は、クーラニカペレとキアカロヒアの孫であるアカカ・オ・カ・ニーアウ・オイ・オ・カ・ワオ酋長にちなんで名付けられた。公園へのアクセスは、滝が流れ込む深い渓谷の右肩の高い場所にあり、滝そのものは公園内のループ・トレイルのいくつかのポイントから眺めることがでる。このトレイルからは、高さ91メートルのカフーナー滝（Kahūnā Falls）や、いくつかの小さな滝も見ることができる。

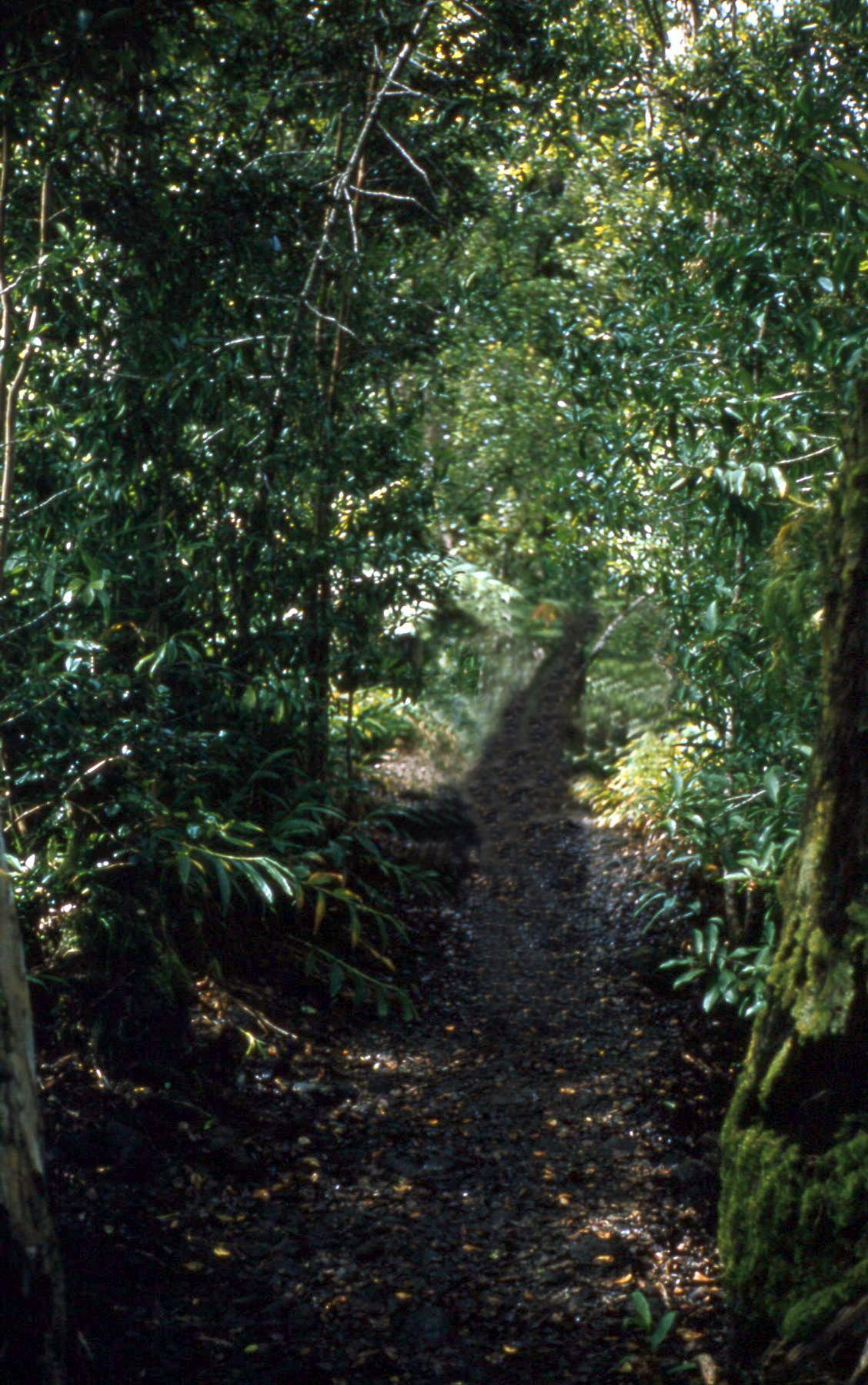
公園内のトレイル（1959年）

地元の民間伝承では、ここにあるポハク・ア・ペレと呼ばれる石は、レフア・アーペインの枝で叩くと空が暗くなり、雨が降ると言われている[3]。レフア・アーペインまたはʻōhiʻa ʻāpaneは、濃い赤色の花を咲かせるオヒアレフア（Metrosideros polymorpha）の木である。
アカカ滝はコレコレ川（Kolekole Stream）にかかっている。この滝の上流約21メートルの川に面した大きな石は、ポハク・オ・カーロアと呼ばれている。

## 野生生物
オオプア・ラモオ（ʻoʻopuʻa lamoʻo）はハワイ固有種のハゼで、滝の上の小川で産卵するが、海で成熟する。この魚のお腹には吸盤があり、滝の裏側や隣接する濡れた岩にしがみつくことができる。この円盤を使って、産卵の時期になると渓流に戻ってくる。オオパエカラオレ（ʻōpaekalaʻole）と呼ばれるエビもまた、アカカ滝を登り、コレコレ川に生息するように進化した。

## 参照項目
- 世界の滝一覧(List of waterfalls))
- 虹の滝 (ヒロ)